# Chlorolydella pulchricornis
Chlorolydella pulchricornis är en tvåvingeart som först beskrevs av Villeneuve 1938.  Chlorolydella pulchricornis ingår i släktet Chlorolydella och familjen parasitflugor. Inga underarter finns listade i Catalogue of Life.